# Hypolestes clara
Hypolestes clara – gatunek ważki z rodziny Hypolestidae. Endemit Jamajki.